# Crepidium vermeulenianum
Crepidium vermeulenianum är en orkidéart som beskrevs av Dariusz Lucjan Szlachetko och Marg.. Crepidium vermeulenianum ingår i släktet Crepidium, och familjen orkidéer.
Artens utbredningsområde är Sumatera. Inga underarter finns listade i Catalogue of Life.